# Жан Гавез
Жан C. Гавез (англ. Jean C. Havez; 24 грудня 1869, — 11 лютого 1925) — американський автор пісень і німих комедійних фільмів. У своєї кар'єрі в кіно Хавез працював з такими коміками, як Бастер Кітон і Гарольд Ллойд.

## Кар'єра
Пісні Гавеза були дуже популярні свого часу, які включають в себе «Darktown Poker Club» і «I'm Cured», написані великому Берту Вільямсу для серії театральних постановок 1914 року «Безумства Зігфелда»: «Everybody Works But Father», «When You Ain't Got No Money then You Needn't Come Around», «I'm Looking For an Angel», «Do Not Forget the Good Old Days», «You're On the Right Road, Sister» та «He Cert'ny Was Good to Me». Він був одним з членів «Американського товариства композиторів, авторів і видавців» (1914).
Гавез написав деякі найпопулярніші фільми Бастера Кітона, у тому числі «Наша гостинність» (1923), «Шерлок-молодший» (1924), «Навігатор» (1924), і «Сім шансів» (1925). Гавез написав історію для першої художньої комедії Ллойда «Бабусин синок» (1922), а також вніс вклад в найзнаменитіший фільм Ллойда Безпека в останню чергу! (1923). Він похований на кладовищі в Голлівуді, Каліфорнія.

## Сценарії
- 1915 : Запаморочливі висоти і відважні серця / Dizzy Heights and Daring Hearts
- 1917 : Ох, лікарю! / Oh Doctor!
- 1919 : За кулісами / Back Stage
- 1919 : Селюк / The Hayseed
- 1920 : Гараж / The Garage
- 1921 : Прирожденний моряк / A Sailor-Made Man
- 1922 : Бабусин внучок / Grandma's Boy
- 1922 : Лікар Джек / Dr. Jack
- 1923 : Безпека в останню чергу! / Safety Last!
- 1923 : Три епохи / Three Ages
- 1923 : Наша гостинність / Our Hospitality
- 1924 : Навігатор / The Navigator
- 1924 : Шерлок-молодший / Sherlock Jr.
- 1924 : Гонка долі / Racing Luck
- 1925 : Сім шансів / Seven Chances
- 1999 : Холостяк / The Bachelor